# Wikariat apostolski Requena
Wikariat apostolski Requena – (hiszp. Vicariato apostólico de Requena, łac. Apostolicus Vicariatus Requenaënsis) – rzymskokatolicki wikariat apostolski ze stolicą w Requenie, w Peru.
Wikariat apostolski obejmuje prowincję Requena w regionie Loreto i część prowincji Ucayali. Jest to teren misyjny położony nad rzeką Ukajali. Misje w tym rejonie prowadzą przede wszystkim hiszpańscy franciszkanie. Wszyscy dotychczasowi wikariusze apostolscy Requeny byli właśnie franciszkanami z Hiszpanii.
Wikariat apostolski Requena nie wchodzi w skład żadnej metropolii, lecz podlega bezpośrednio Stolicy Apostolskiej.
Obecnie wikariuszem apostolskim Requeny jest Juan Tomás Oliver Climent OFM, biskup tytularny Legis Volumni. Posługę wikariusza sprawuje od 30 lipca 2005. Wcześniej, od 27 lutego 2004, był koadiutorem Requeny.
Na terenie wikariatu apostolskiego pracuje 13 zakonników i 25 sióstr zakonnych.

## Historia
W dniu 2 marca 1956 bullą papieża Piusa XII Cum petierit został zlikwidowany wikariat apostolski Ukajali. Na jego miejscu powstały trzy nowe wikariaty apostolskie: Requena, San Ramón i Pucallpa.

## Wikariusze apostolscy Requeny
Ordynariusze
- Valeriano Ludovico Arroyo Paniego OFM (26 stycznia 1957 – 26 listopada 1973 przeszedł w stan spoczynku)
- Odorico Leovigildo Sáiz Pérez OFM (26 listopada 1973 – 15 maja 1987 przeszedł w stan spoczynku)
- Victor de la Peña Pérez OFM (15 maja 1987 – 30 lipca 2005 zrezygnował)
- Juan Tomás Oliver Climent OFM (30 lipca 2005 – 4 czerwca 2022)
- Alejandro Adolfo Wiesse León (od 4 czerwca 2022)

Biskupi pomocniczy
- Victor de la Peña Pérez OFM (17 grudnia 1982 – 15 maja 1987)
- Juan Tomás Oliver Climent OFM (27 lutego 2004 – 30 lipca 2005) jako koadiutor